# Lara Croft: Tomb Raider
A Lara Croft: Tomb Raider 2001-ben bemutatott brit-japán-amerikai-német akció-kalandfilm, amely a Tomb Raider című videójáték-sorozat filmadaptációja. Rendezője Simon West, a főszerepben Angelina Jolie látható. További szerepet Jon Voight, Chris Barrie, Iain Glen, Noah Taylor és Daniel Craig alakítja. 
Az Amerikai Egyesült Államokban 2001. július 15-én mutatták be. A kritikusok általánosságban negatívan értékelték a filmet, bár Jolie-t dicsérték az alakításáért. A Tomb Raider bevételi rekordját a 2010-es Perzsia hercege: Az idő homokja című film tudta megdönteni.
A folytatása, Lara Croft: Tomb Raider 2. – Az élet bölcsője, melyet 2003-ban mutattak be.

## Szereplők
| Színész           | Szerep                        | Magyar hang           |
| ----------------- | ----------------------------- | --------------------- |
| Angelina Jolie    | Lara Croft                    | Orosz Helga           |
| Daniel Craig      | Alex West                     | Barabás Kiss Zoltán   |
| Iain Glen         | Manfred Powell                | Szakácsi Sándor       |
| Jon Voight        | Lord Richard Croft, Lara apja | Tordy Géza            |
| Noah Taylor       | Bryce                         | Minárovits Péter      |
| Chris Barrie      | James "Hilly" Hillary         | Bede-Fazekas Szabolcs |
| Julian Rhind-Tutt | Mr. Pimms                     | Fesztbaum Béla        |
| Leslie Phillips   | Wilson                        | Dobránszky Zoltán     |
| Henry Wyndham     | aukciós                       | Kardos Gábor          |
| Richard Johnson   | Úriember                      | Izsóf Vilmos          |

## Cselekmény
A film nyitójelenetében Lara Croft (Angelina Jolie) gyémánt után kutat egy egyiptomi sírkamra egyik végében. Ahogy megközelíti azt, megtámadja egy hatalmas robot. Azonban az intenzív vadászatnak és csatának a köréből nem tud kiszakadni. Elveszi a gyémántot, amelyet feltárt, ez pedig nem más mint "Lara zenei party egyvelege", melyet megfog és  belehelyez a robot belsejében lévő Laptop számítógépbe. A robot gyilkoló programja módosul és hirtelen elkezd zenét játszani. Ekkor végül kiderül, hogy ez a jelenet az otthonának a gyakorló csarnokában zajlott le és a segédje Bryce (Noah Taylor) programozta be a robotot SIMON-t, hogy kihívja a fiatal hölgyet egy csatára.
Ezen a napon van a bolygók együttállásának az első napja, amely a napfogyatkozáskor fog eljutni a csúcspontjára.  A film meséje szerint ez a jelenség 5000 évenként csak egyszer fordul elő. Velencében a titokzatos illuminátusok társasága egy kulcs után kutat, hogy újra egyesítse a "Háromszög" két felét, melyeket a bolygók együttállásának a végére össze kell állítani. Ez a kulcs a forgatójának korlátlan hatalmat ajándékoz a tér és az idő fölött.  Mr. Powell (Iain Glen), az illuminátus egyik tagja, biztosítja a társaság tanácsát arról, hogy  elkészült a feladattal, de valójában még fogalma sincs arról, miképp fogja megtalálni a kulcsot.
Lara Butler és James "Hilly" Hillary megpróbálják felhíni az érdeklődését több projektre, de Croft elutasítja azokat. Hilly is tudatában van annak, hogy Május 15 az évfordulója annak, amikor Croft apja elveszett sok évvel korábban, A lány még nem tudta feldolgozni apja elvesztését.
Később azonban aznap éjjel Lara  álmában felidéződnek a gyerekkori emlékei, amikor apja beszélt neki a bolygók együttállásáról, amelyhez egy háromszög alakú tárgyat is adott neki.